# Pentium II
Pentium II（ペンティアム ツー）は、インテルが1997年5月7日に発表した、x86アーキテクチャのマイクロプロセッサである。日本での略称は「ペンツー」

## 概要
Pentium IIという名称が付けられているが、内部構造はPentiumではなくPentium Proがベースである。Pentium Proで初めて採用されたP6マイクロアーキテクチャを引き続き採用したが、L1キャッシュを倍増（L1命令キャッシュ8KB→16KB、L1データキャッシュ8KB→16KB）し、Pentium Proの弱点であった16ビットコードの処理速度を20%改善し、さらにPentiumでは拡張されたがPentium Proには無かったMMX演算器を追加したものである。
Pentium ProではCPUパッケージ内にCPUコアとL2キャッシュメモリがそれぞれ1枚ずつ封入されていた。このL2キャッシュに用いられていたSRAMは、リフレッシュが不要、且つDRAMのような高速動作が可能であったが、高クロック対応品は主に汎用機やスーパーコンピュータでのキャッシュメモリとしての使用を前提として開発、販売されていたため、消費電力、価格共々非常に高く、また、歩留まりも非常に悪かったため、常識的な価格帯においてPentium Proのクロックを向上させる事は困難とされた。
そこでこのPentium IIからはCPU基板の上にCPUコアチップとコアチップの1/2の速度で動作するL2キャッシュメモリチップが実装され、S.E.C.C. (Single Edge Contact Cartridge) ならびにS.E.C.C.2 (Single Edge Contact Cartridge 2) と呼ばれるファミコンなどに代表される家庭用ビデオゲーム用のROMカートリッジ風のパッケージに封入した。これによりL2キャッシュ性能の大幅低下と引き替えに製造不良率が低下、製造原価、販売価格の低下に寄与し、また後のコアクロック向上による性能向上を容易にした。低価格PC向けとしてPentium IIの外付けL2キャッシュメモリを削減（あるいは削除）した製品がCeleronとして投入され、サーバ用途にはキャッシュメモリを増量したPentium II Xeonが発売された。

## デスクトップ向けラインナップ
Klamath

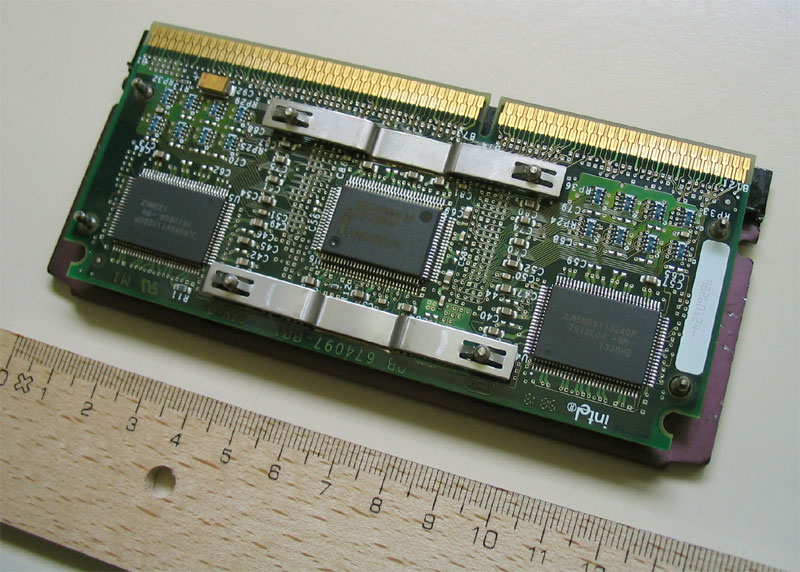
Pentium II – 正面（パネルを外したところ）

1997年5月に発表された、第一世代のデスクトップ向けPentium II。0.35µmプロセスで製造され、バス速度は66MHzであった。これはP6アークテクチャの本領を発揮するには不十分な速度であり、またこのチップは非常に消費電力が大きく高熱を発した。特に300MHz動作品は最大44.4Wの電力を消費し、Xeonを除いてはP6系プロセッサ第一位の消費電力であった。ちなみに、第二位はPentium III 1.13 GHz (S.E.C.C.2 / Coppermine) で41.4W、第三位がPentium III 600 MHz (Katmai) で41.3Wである。
なお、この世代のカートリッジは4枚のSRAMチップがCPU基板に実装されており、2枚1組でインターリーブ動作することでL2キャッシュ速度の低下を極力隠蔽する設計となっていた。
Deschutes

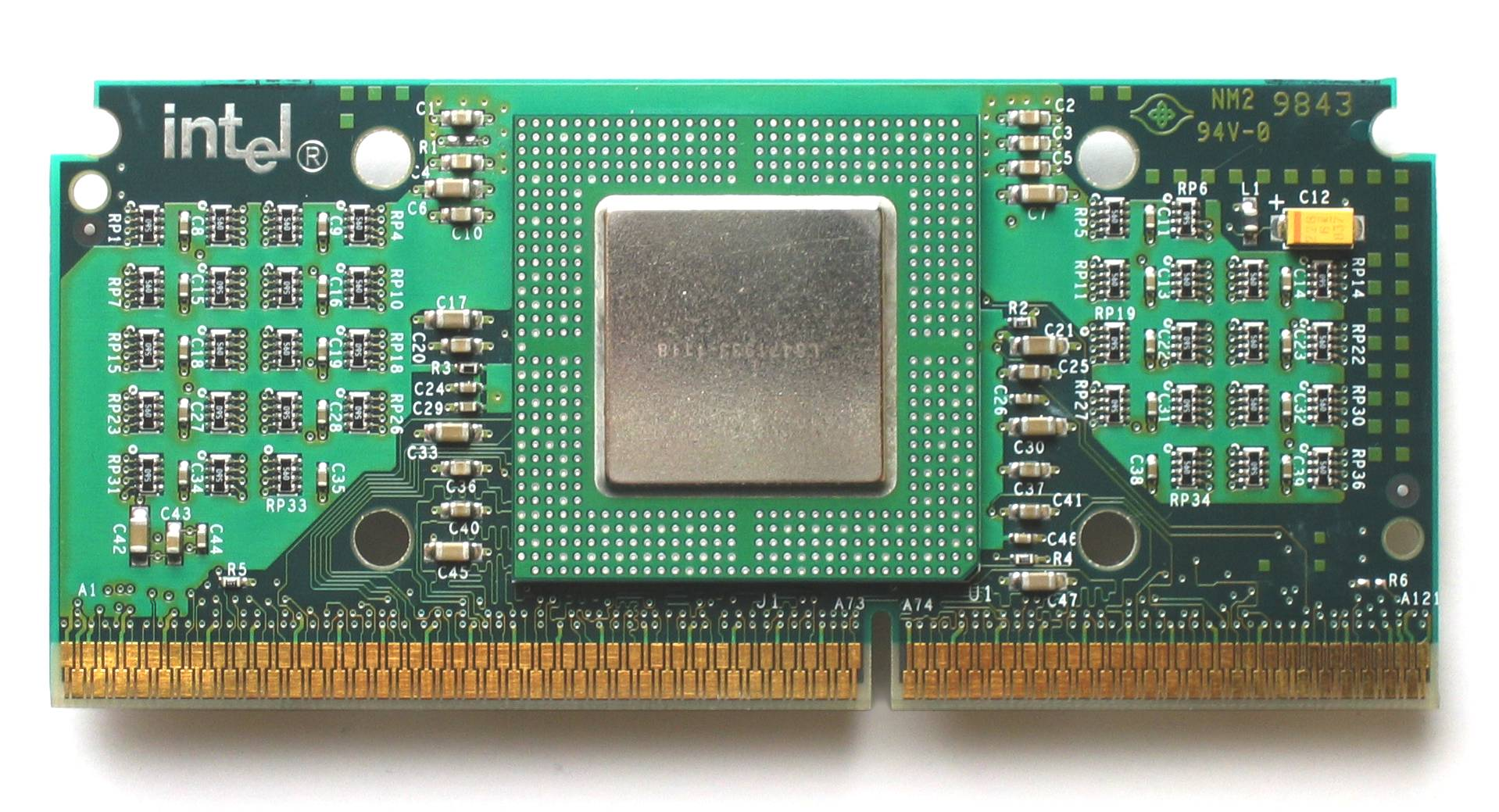
Celeron
Pentium IIをベースにL2キャッシュを縮小した製品

1998年2月に発表された、第二世代のデスクトップ向けPentium II。0.25µmプロセスで製造された。課題であった発熱は抑えられ、処理速度は大幅に向上した。333MHz版まではFSB66MHzのままだったが、350MHz版以降でFSB速度が100MHzへ高められた。なおFSB100MHz版は、初期の一部ロット（およびES版）を除き、CPU倍率が固定されるようになった。
また、この世代以降のP6系コンシューマー向けCPUではPentium Proと同様にL2キャッシュの有効レンジが従来の512MBから4GBに拡大されたため、大量にメモリを搭載したワークステーションやPCで512MB以上の実メモリ空間へアクセスした際にメモリアクセスに巨大なペナルティが発生することが無くなったのも、重要な改良点であった。

### Pentium II Xeon
サーバ向けのバリエーションとして新たにXeonブランドが設けられ、その最初の製品群となる「Pentium II Xeon」が登場した。4CPUまでのマルチプロセッサに対応し、L2キャッシュはコアと等速で動作する。CPUスロットとして従来のSlot 1よりも大型化したSlot 2が使われた。

### Pentium II ODP
1998年8月に、0.25μm版のPentium IIのコアを流用したSocket 8向けのオーバードライブプロセッサも登場した。Pentium IIであることからMMX命令にも対応しているほか、Pentium Proよりも16ビットコードの処理能力が改善している。逓倍率は5.0倍に固定で、FSB66 MHzにおいて333MHz動作。FSB60 MHzの環境では300MHzの動作となる。キャッシュ容量はL1が32KBで、L2が512KB。Pentium Proと同様にL2キャッシュがCPUコアと等速で動作する。マルチプロセッサは2基までにしか対応しない。
日本では公式には発売されず、直輸入品が細々と出回った程度だった。内部構造はいわゆる「CPU下駄」に近く、CPUコアとL2キャッシュメモリのチップはモバイル版Dixonのように統合されてはおらず分離しており、それでいてL2はCPUコアと同期して等速で動作することから、むしろPentium II Xeonに近いと考えることもできる。
のちにサードパーティから発売されたSocket 8用の「CPU下駄」ではIntel 440FXチップセットにしか対応していなかったが、Pentium II ODPであればそのような制限は無かったため、一部のPentium Pro搭載機ではほぼ唯一のアップグレードパスとなった。

## モバイル向けラインナップ
Tonga
1998年4月に発表された、第二世代のモバイル向けPentium II。0.25µmプロセスで製造され、コア電圧を1.6Vに抑えたもの。L2キャッシュは512KBで、コアに統合されていないため動作速度はコアクロックの2分の1である。
ミニカートリッジ、モバイルモジュール（MMC1及びMMC2）といった小型の外付けパッケージで提供されるため、交換が容易であった。
Dixon

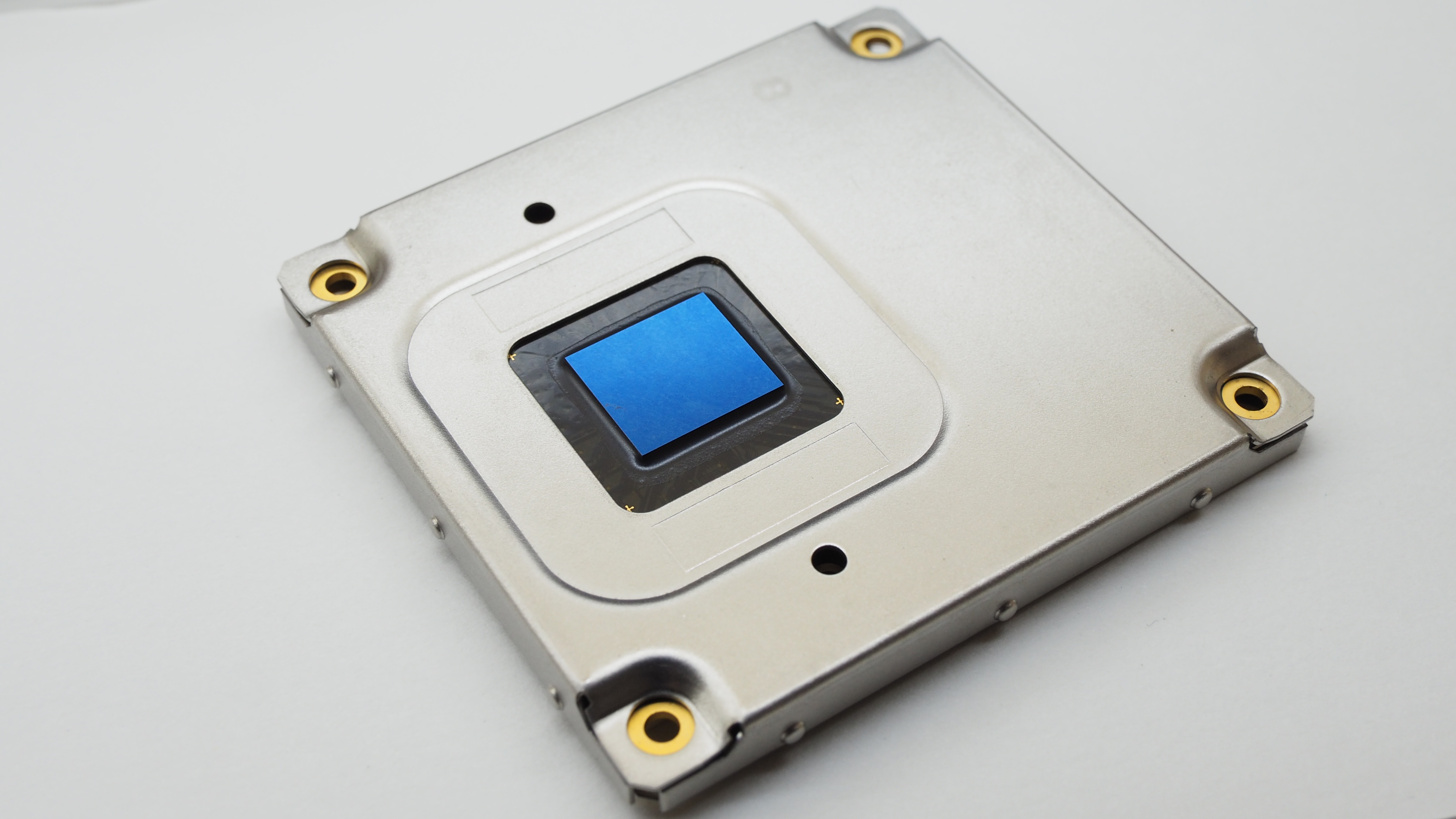
Pentium II ミニカートリッジ

1999年1月に発表された、第二世代のモバイル向けPentium II。0.25µmプロセスで製造されL2キャッシュはコアに統合された。この為キャッシュ容量は256KBと半減したものの、動作スピードはCPUコアの等速と2倍になり、結果処理速度が向上している。FSB100MHz版が出たDeschutesと異なり、最後までFSB66MHz据え置きとなった。
ミニカートリッジやモバイルモジュールタイプの他、コアの微細化により従来の8分の1サイズのBGAタイプのものが用意された。
なお、L2キャッシュをさらに半分の128 KBとしたものがモバイルCeleronとして製造された。
| CPU                   | CPU            | CPU               | TDP (W) | FSB (MHz) |
| コア数 （スレッド数） | クロック (GHz) | L2キャッシュ (MB) | TDP (W) | FSB (MHz) |
| --------------------- | -------------- | ----------------- | ------- | --------- |
| 1 (1)                 | 0.4            | 0.25              | 13.1    | 66        |
| 1 (1)                 | 0.36           | 0.25              | 13.1    | 66        |
| 1 (1)                 | 0.33           | 0.25              | 11.8    | 66        |
| 1 (1)                 | 0.3            | 0.25              | 11.6    | 66        |
| 1 (1)                 | 0.26           | 0.25              | 10.3    | 66        |